# Atractomorpha crenulata
Atractomorpha crenulata is een rechtvleugelig insect uit de familie Pyrgomorphidae. De wetenschappelijke naam van deze soort is voor het eerst geldig gepubliceerd in 1793 door Johan Christian Fabricius.
De soort komt voor in Azië, van India tot Vietnam evenals op Sri Lanka en in de Indonesische Archipel.
Deze hoofdzakelijk groen tot bruin gekleurde sprinkhanen worden tot ca. 31 mm lang.
Dit insect is schadelijk voor de teelt van tabaksplanten of suikerriet.